# Katastrofa lotu Interflug 102
Katastrofa lotu Interflug 102 – katastrofa lotnicza, która wydarzyła się 17 czerwca 1989 roku na lotnisku Berlin-Schönefeld (dzisiaj Berlin-Brandenburg). Ił-62 linii lotniczych Interflug rozbił się za pasem startowym, zabijając 21 ze 113 osób znajdujących się na pokładzie.

## Przebieg wypadku
O godzinie 6:20 załoga uruchomiła silniki Iła-62. W wyniku pośpiechu piloci nie sprawdzili czy ster wysokości został odblokowany przed startem. Po 8 minutach samolot rozpoczął rozbieg po pasie startowym nr 25L. Po osiągnięciu prędkości V1 pilot próbował unieść dziób, aby oderwać się od ziemi, jednak maszyna nie zareagowała. Piloci uruchomili odwracacze ciągu wszystkich silników, żeby zahamować, ale zostało im zaledwie 940 metrów pasa. Samolot wyjechał poza pas startowy i z prędkością 262 km/h uderzył najpierw w zbiornik z wodą, a następnie w nasyp. Maszyna rozpadła się na 3 części i stanęła w płomieniach.